# 赫蘇斯·托爾托薩
赫蘇斯·托爾托薩·卡夫雷拉（Jesús Tortosa Cabrera，1997年12月21日—）是西班牙跆拳道運動員。他曾經獲得2017年世界跆拳道錦標賽男子58公斤級銅牌。他代表西班牙參加2016年夏季奧林匹克運動會男子58公斤級跆拳道比賽，最終於銅牌戰不敵多明尼加選手路易西托·皮耶。

## 外部連結
- TaekwondoData.com （页面存档备份，存于）